# Inocèl·lids
Inocelliidae és una petita família dels rafidiòpters que conté 8 gèneres dels quals només es coneix a partir de fòssils. Es coneixen comunament com a mosques de serp inocèl·lides. L'espècie més gran coneguda és Fibla carpenteri coneguda a partir de fòssils trobats a l'ambre bàltic.

## Taxonomia
- Família Inocelliidae Navàs
  - Subfamília †Electrinocelliinae Engel, 1995
    - Gènere †Electrinocellia Engel, 1995 (Eocè; Ambre bàltic)

  - Subfamília Inocelliinae Engel, 1995
    - Gènere Amurinocellia Aspöck i Aspöck, 1973 (Recent)
    - Gènere Fibla Navàs, 1915 (Eocè-recent; Fòssils: ambre bàltic, Espanya, EUA)
    - Gènere Indianoinocellia
    - Gènere Inocellia Schneider, 1843
    - Gènere Negha Navàs, 1916
    - Gènere Parainocellia
    - Gènere †Paraksenocellia  Makarkin, Archibald, & Jepson, 2019[2]
    - Gènere Sininocellia